# Didymella fabae
Didymella fabae är en svampart som beskrevs av G.J. Jellis & Punith. 1991. Didymella fabae ingår i släktet Didymella, ordningen Pleosporales, klassen Dothideomycetes, divisionen sporsäcksvampar och riket svampar.   Inga underarter finns listade i Catalogue of Life.

## Källor

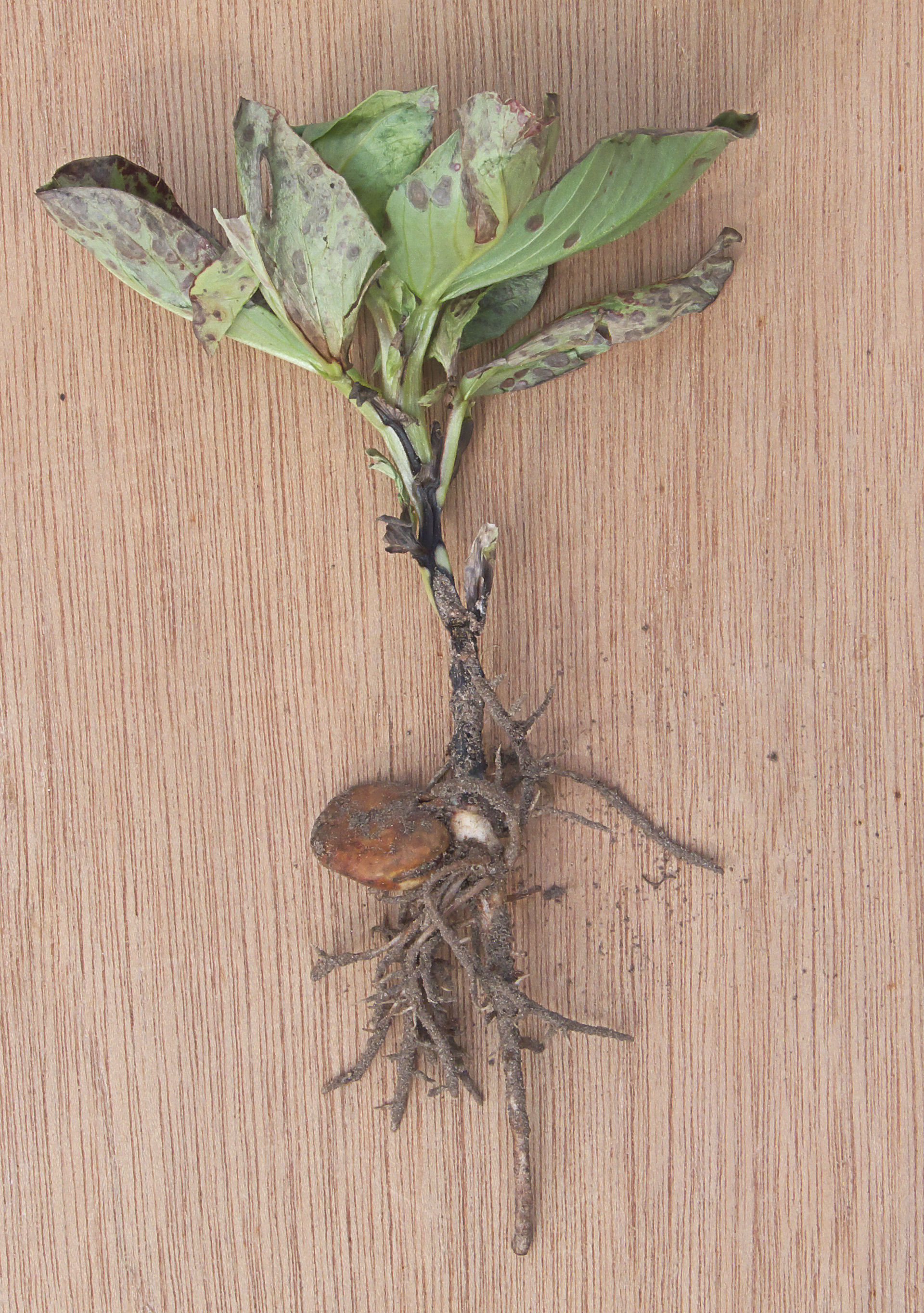
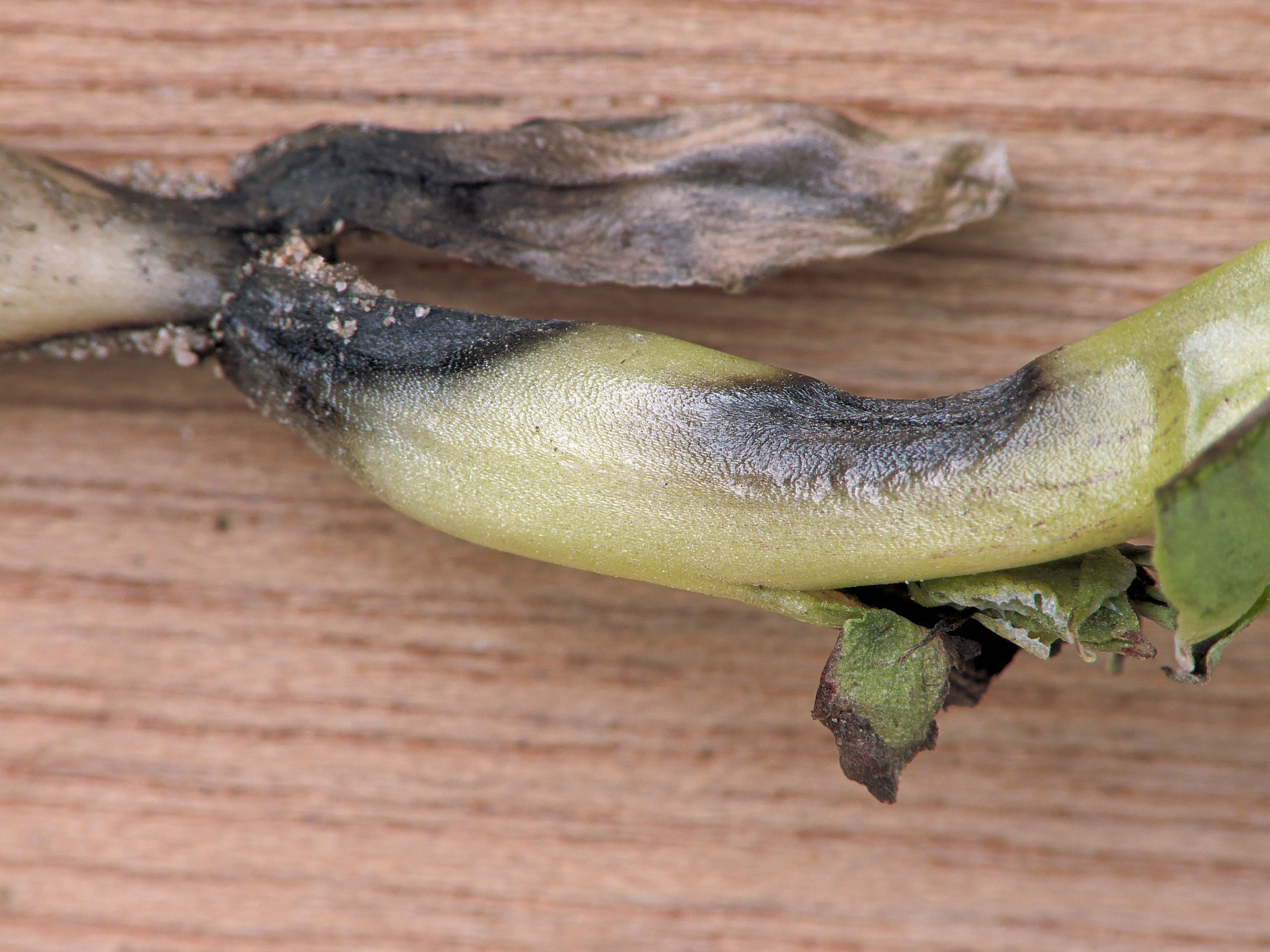